# Norellia armipes
Norellia armipes är en tvåvingeart som först beskrevs av Johann Wilhelm Meigen 1826.  Norellia armipes ingår i släktet Norellia och familjen kolvflugor. Inga underarter finns listade i Catalogue of Life.